# Taishi
Taishi (太子町?) è una cittadina giapponese della prefettura di Hyōgo.